# Troglodytes pacificus
Troglodytes pacificus là một loài chim trong họ Troglodytidae.